# Коношевич Степанида Степанівна
Коношевич Степанида Степанівна (* нар. 1925) — Герой Соціалістичної праці.

## Життєпис
Народилася в 1925 році в с. Бузівка Жашківського району Черкаської області.

### Діяльність
У  1946 році працює трактористкою, а потім ланковою. У 1947 році ланка, яку очолювала Степанида Коношевич, зібрала по 625 ц цукрових буряків з га. Потім працювала на тваринницькій фермі  Вільшанського відділу Жашківського цукрорадгоспу Черкаської області.

### Нагороди
За високі досягнення присвоєно високе звання Героя Соціалістичної праці (1947). За видатні успіхи в справі підвищення врожаїв пшениці та інших зернових культур Степанида Коношевич у 1948 році була нагороджена орденом Трудового Червоного Прапора.